# Proasellus walteri
Proasellus walteri är en kräftdjursart som först beskrevs av Claude Chappuis 1948.  Proasellus walteri ingår i släktet Proasellus och familjen sötvattensgråsuggor. Inga underarter finns listade i Catalogue of Life.